# オーストリア系オーストラリア人

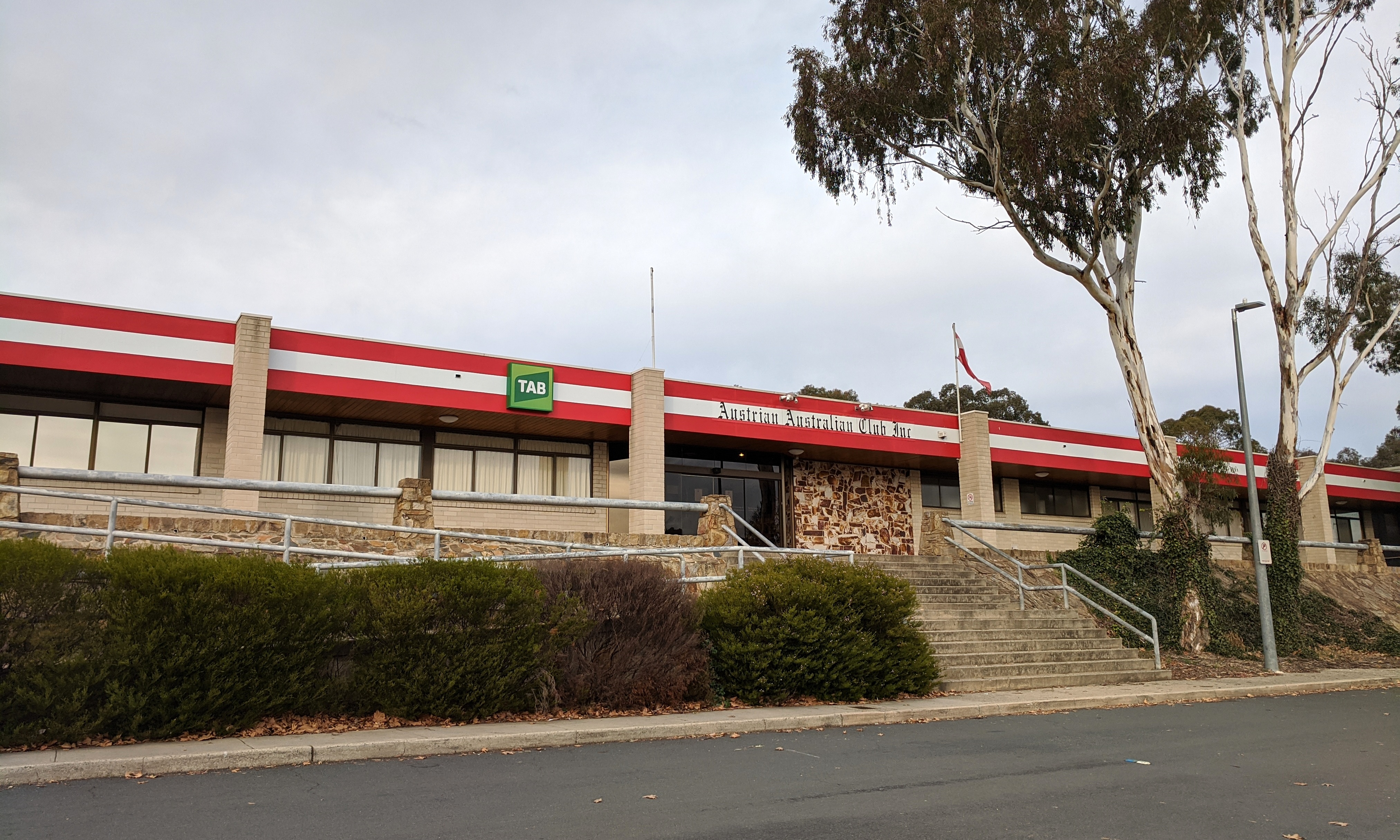
キャンベラのレストランバー「オーストリアン・オーストラリアン・クラブ」

オーストリア系オーストラリア人（Austrian Australians）は、オーストリア人を祖先にもつオーストラリア国民またはオーストラリアで永住権を得たオーストリア人である。家族史をたどると1850年代のゴールドラッシュの時代にオーストラリアへ移住してきたという先祖をもつオーストリア系オーストラリア人だけで数千人に達する。それ以外のオーストリア系オーストラリア人は、第一次世界大戦の余波でオーストラリアへの移住を余儀なくされたオーストリア人とその子孫である。大戦中、オーストラリアにいながら帰化していないオーストリア＝ハンガリー帝国の国民は、オーストラリアに抑留されたからである。そして1920年に成立した移民法により、以降はオーストリア人がオーストラリアに入国することができなくなった。1933年までにビクトリア州に暮らしているオーストリア生まれの人間は286人いたことがわかっている。
第二次世界大戦とその過程におけるナチス・ドイツによるオーストリア併合の結果、かなりの数のユダヤ系オーストリア人がナチスを逃れてオーストラリアに移住した。1942年にはオーストリアにいるユダヤ系オーストリア人は2,000人にも上った。ビクトリア州に在住するオーストリア人の人口は1960年代にピークを迎え、8,615人に達したが、その後は減少を続けた。2006年の時点で、ビクトリア州に暮らすオーストリア出身の人間は4,913人だったという記録が残っている。
宗教面でいえば、彼らのほとんどがカトリック教徒であり、次いで多いのが無宗教である。